# Ralf Schröder
Ralf Schröder (* 4. November 1927 in Berlin; † 15. April 2001 ebenda) war ein Literaturwissenschaftler und Verlagslektor für sowjetische Literatur in der DDR. Seine Karriere als Hochschullehrer wurde 1957/58 vom SED-Regime durch eine Verurteilung wegen angeblichen „Staatsverrats“  zu zehn Jahren Zuchthaus in der Haftanstalt Bautzen II beendet. Danach konnte er als Lektor beim Verlag Volk und Welt vorsichtig auf eine Loslösung der Literatur von der Doktrin des Sozialistischen Realismus hinwirken. Als Herausgeber zeichnete er u. a. für die deutschen Gesamtausgaben von  Ilja Ehrenburg und Michail Bulgakow verantwortlich.

## Leben
In den letzten Kriegsjahren Flakhelfer und schließlich auch noch Soldat in der Wehrmacht, desertierte Schröder 1945 als Siebzehnjähriger. Nach Kriegsende machte er sein Abitur und studierte bis 1949 Geschichte und Slawische Philologie an der Humboldt-Universität zu Berlin. Danach besuchte er einen einjährigen „Sonderlehrgang für wissenschaftlichen Nachwuchs in der Slawistik“ zur schnellen Qualifizierung für die akademische Lehre, eingerichtet aufgrund des Mangels an slawistischem Lehrpersonal in der DDR. Von 1951 bis 1953 lehrte Schröder an der Universität Greifswald, in den folgenden vier Jahren an der Karl-Marx-Universität Leipzig russische und sowjetische Literatur. Seine Dissertation vom März 1957 behandelte Maxim Gorkis Roman Foma Gordejew.
Im September 1957 wurde er verhaftet, aus der SED ausgeschlossen und im Dezember 1958 als Rädelsführer einer „partei- und staatsfeindlichen Gruppe“ wegen „Staatsverrats“ zu zehn Jahren Zuchthaus verurteilt. Bei einer Tagung der slawistischen Literaturwissenschaftler in Leipzig im März 1959 wurde Ralf Schröders Dissertation als „Revision der Theorie des sozialistischen Realismus“ verurteilt. Im Prozess gegen die so genannte „Schröder-Lucht-Gruppe“ erhielten auch der Sprachwissenschaftler Harro Lucht, der Schriftsteller Erich Loest und der Slawist Ronald Lötzsch Haftstrafen; ein zweiter Prozess richtete sich u. a. gegen den Romanisten Winfried Schröder, den Bruder des Slawisten, und die Übersetzerin Charlotte Kossuth, die ebenfalls ins Gefängnis mussten. Die Gerichtsverfahren standen im Zusammenhang einer Repressionswelle der DDR-Führung nach dem ungarischen Aufstand und dem polnischen Führungswechsel zu Gomułka. Diese Repressionswelle hatte bereits im März 1957 zu ähnlichen Urteilen gegen den Leiter und den Cheflektor des Aufbau-Verlags, Walter Janka und Wolfgang Harich, geführt („Gruppe Harich“). Sechs Jahre saß Ralf Schröder in Bautzen II ab, 1964 kam er im Rahmen einer allgemeinen Amnestie frei. Eine Rückkehr in eine wissenschaftliche Tätigkeit wurde ihm jedoch verwehrt.
Es gelang ihm, zum Jahresbeginn 1966 als Lektor für Sowjetliteratur im Ostberliner Verlag Volk und Welt unterzukommen. Dort fungierte er als Herausgeber einer Reihe von Werken der Sowjetliteratur, die von der DDR-Kulturpolitik teilweise äußerst kritisch betrachtet wurden. Er edierte u. a. zahlreiche Romane von Michail Bulgakow und zeichnete für eine 14-bändige Werkausgabe von Ilja Ehrenburg verantwortlich, die auch dessen Memoiren Menschen Jahre Leben umfasste. Diese waren in der Bundesrepublik bereits 1962 bis 1965 erschienen, blieben jedoch in der DDR aufgrund kulturpolitischer Bedenken bis 1978 unveröffentlicht. Auch die deutschsprachige Veröffentlichung politisch umstrittener aktueller Werke der Sowjetliteratur konnte Schröder als Lektor durchsetzen, so etwa von Tschingis Aitmatow (Der weiße Dampfer), Juri Trifonow und Wladimir Tendrjakow. Schröder verfasste regelmäßig Nachworte zu den edierten Bänden, die große Aufmerksamkeit erregten, weil sie – wenn auch vorsichtig – die Bindung der Literatur an den Sozialistischen Realismus in Frage stellten. Gleichzeitig berichtete er freilich von 1974 bis 1989 als „IM Karl“ über Mitstreiter im Verlag an das Ministerium für Staatssicherheit, wie sich nach der Wende herausstellte.
Schröder beendete seine Tätigkeit für Volk & Welt 1988. Doch schrieb er noch bis 1991 als freischaffender Autor und Lektor Nachworte für Werke von Michail Bulgakow und Wladimir Tendrjakow und edierte von 1992 bis 1996 eine 13-bändige Bulgakow-Gesamtausgabe.
2011 erschienen seine Fragment gebliebenen Erinnerungen unter dem Titel Unaufhörlicher Anfang. Vorboten eines Romans, die von seinem Sohn Michael Leetz herausgegeben wurden.

## Publikationen
- Der junge Gorki. Zentralverband der Gesellschaft für deutsch-sowjetische Freundschaft, Sektion Literatur. Berlin 1954.
- Der Roman „Foma Gordeev“ – Eine Entwicklungsetappe Gorkijs zum sozialistischen Realismus. Ein Beitrag zur Interpretation der Entstehung des sozialistischen Realismus im Frühschaffen Gorkijs. Phil. Diss. Leipzig 1957.
- Gorkis Erneuerung der Fausttradition. Faustmodelle im russischen geschichtsphilosophischen Roman. Neue Beiträge zur Literaturwissenschaft, Band 33. Rütten & Loening, Berlin 1971.
- Vom Ich-Gewinn zum Welt-Gewinn. Aktuelle Diskussion der Sowjetliteratur. Reclam, Leipzig 1977.
- Träume und Zwischenräume. Sowjetische phantastische Novellen. Herausgegeben mit Lola Debüser. Verlag Volk und Welt, Berlin 1980.
- Roman der Seele, Roman der Geschichte. Zur ästhetischen Selbstfindung von Tynjanow, Ehrenburg, Bulgakow, Aitmatow, Trifonow, Okudshawa. Reclam, Leipzig 1986.
- Unaufhörlicher Anfang. Vorboten eines Romans.  Herausgegeben und mit Anmerkungen versehen von Michael Leetz, Edition Schwarzdruck, Gransee 2011. ISBN 978-3-935194-37-2.

## Tondokument
- Die Literaturfeindlichkeit des Stalinismus. Ralf Schröder im Gespräch mit der Journalistin Marion Rausch, aufgenommen im Januar 1990, Radio DDR (31:38 min, MP3 im Online-Archiv der Texte Ralf Schröders „Unaufhörlicher Anfang“), auf archive.org